# Sundhausen
Sundhausen település Németországban, azon belül Türingiában. Lakosainak száma 368 fő (2023. december 31.).

## Népesség
A település népességének változása:
| Lakosok száma | 359  | 354  | 364  | 361  | 368  |
|               | 2017 | 2019 | 2021 | 2022 | 2023 |